# Symplecta polycantha
Symplecta polycantha là một loài ruồi trong họ Limoniidae. Chúng phân bố ở miền Tân bắc.